# Mixteken

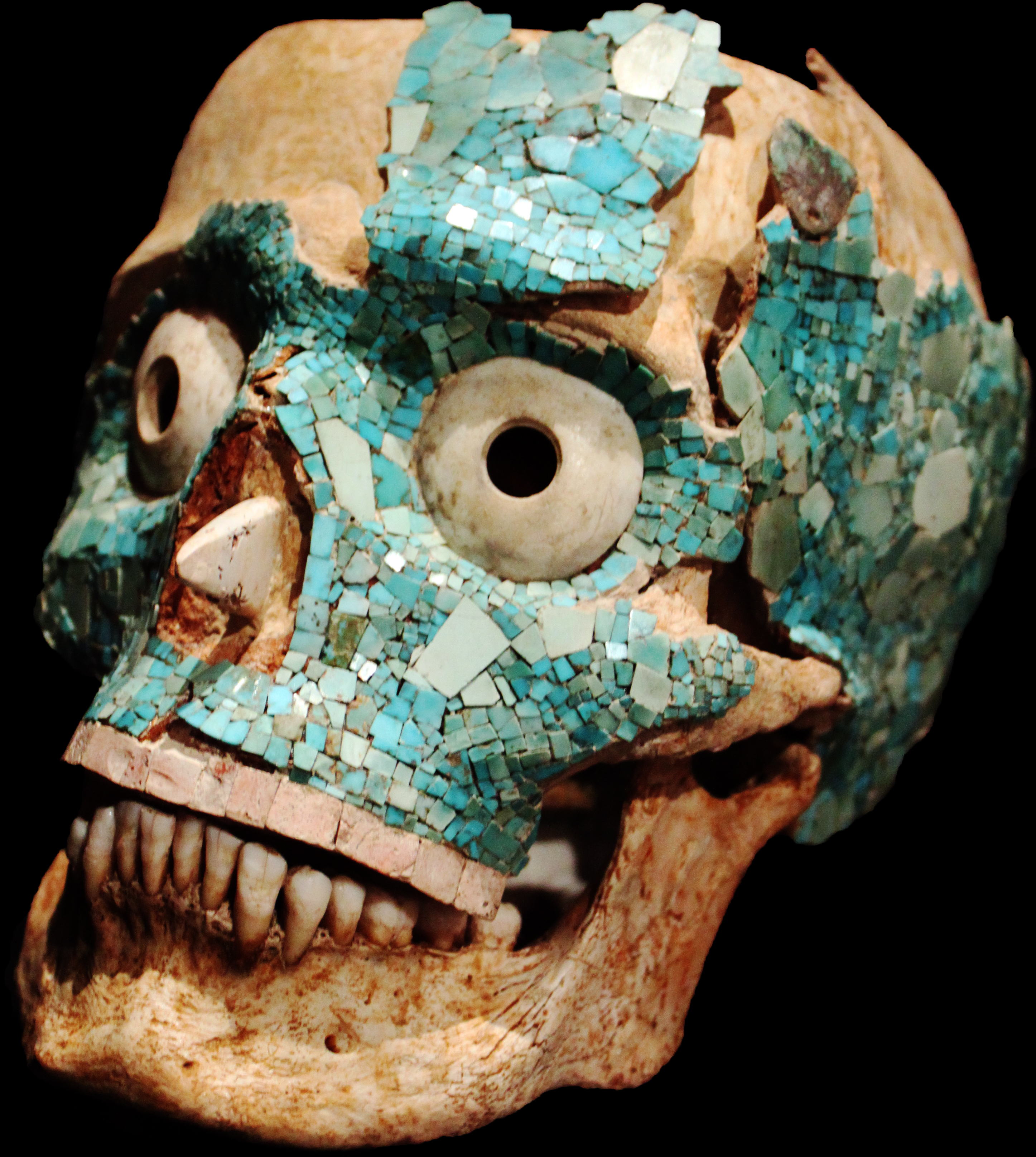
Mixtekische Totenmaske aus dünnen Jade- und Türkisplättchen aus Monte Alban

Die Mixteken oder Mixteca (abgeleitet aus der Nahuatl-Sprache von Mixtecapan (= „Leute aus dem Wolkenland“) oder Mixtecatl = „Wolkenvolk“) sind eine Gruppe von mexikanischen Ureinwohnern, die ihren Ursprung in der Mixteca-Region hat, heutzutage Teil des mexikanischen Bundesstaats Oaxaca, des im Nordwesten angrenzenden Puebla sowie des im Nordosten liegenden Bundesstaates Guerrero.

## Sprache
Die Mixteken sprechen Mixtekisch und bezeichneten sich selbst je nach Dialekt als Ñuu savi, Ñuu djau, Ñuu davi, Naa savi – manchmal auch als Tay Ñudzahui oder Ñuu dzavui („Volk am Ort des Regengottes“) und bildeten zur Zeit der spanischen Eroberung des Aztekischen Dreibundes eines der größten Völker im südlichen Mexiko. Zusammen mit den benachbarten Zapoteken sprechen sie eine Variante der Otomangue-Sprachfamilie. Hierbei wird zwischen dem eigentlichen Mixteco mit mehreren Sprachen und Dialekten (ca. 450.000 Sprecher) sowie den eng verwandten Cuicateco („Cuicatekisch“, 12.000 Sprecher) und Trique („Triqui“, 24.000 Sprecher) unterschieden.

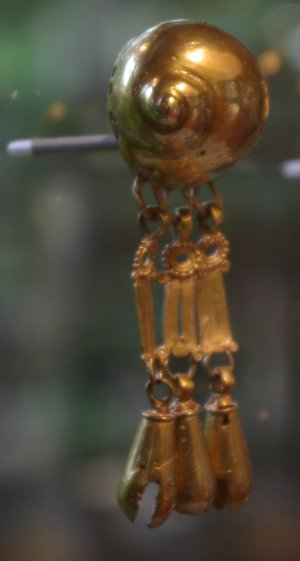
Schneckenförmiges Gehänge (ca. 10 cm hoch), 900–1520 n. Chr., Gold, Dumbarton Oaks Museum, Washington, DC

## Geschichte
Die Mixteken waren die Träger einer hochentwickelten vorspanischen Kultur im Süden Mexikos. Die Anfänge ihrer Kultur lassen sich nach schriftlichen Quellen bis ins 7. Jahrhundert zurückverfolgen. Wichtige ehemalige kulturelle und machtpolitische Zentren der Mixteca waren die Hauptstadt Tilantongo (Ñuu Tnoo-Huahi Andehui – „Schwarzer Himmelstempel“) sowie die Städte Achiutla, Cuilápam, Huajuapan, Tlaxiaco, Tututepec, Juxtlahuaca und Yucuñudahui. Später erhoben sie sich gegen die spanische Besatzung und wurden von den Spaniern mit Unterstützung indigener Hilfstruppen aus Zentral-Mexiko unter der Führung von Pedro de Alvarado unterworfen.
In der Kolonialzeit wurde die Kultur der Mixteken stark von den Spaniern beeinflusst, sodass die meisten von ihnen vom Dominikanerorden zum Katholizismus konvertiert wurden. Aufgrund der Politik der reducciones oder Indianersiedlungen wurden viele ihrer Ortschaften verlegt oder aufgelöst. Im Laufe des 20. Jahrhunderts mussten die meisten Mixteken wegen Armut ihre Heimatsregion verlassen und in Großstädte ziehen, vor allem in die mexikanischen Bundesstaaten Baja California, Sonora und Sinaloa sowie nach Kanada und in die USA.

### Epochen
- Epiklassikum (ca. 650–950)[4]
- Postklassikum (ca. 950–1200)[4]
- Spätes Postklassikum (ca. 1200–1519)[4]

## Kultur
Die Mixteken errichteten in Monte Albán und Mitla, vormals Städte der Zapoteken, bedeutende Bauten und Kunstwerke und führten die Besiedlung fort. Sie waren hervorragende Kunsthandwerker, deren Erzeugnisse auch bei den Nachbarvölkern sehr begehrt waren: Sie stellten leuchtend farbige Keramik her, schufen kostbare Türkismosaike und waren Meister der Metallverarbeitung, insbesondere der Goldschmiedekunst. Auf dem Höhepunkt des Aztekenreiches gerieten manche, aber nicht alle Städte in die Abhängigkeit der Azteken und so stellten ihre Kunstprodukte einen wichtigen Beitrag des Tributes dar, den sie den Azteken zu entrichten hatten. Berühmte Zeugnisse ihrer herausragenden Metallverarbeitung und ihres Juwelierhandwerks sind die Funde aus dem Grab Nr. 7 in Monte Albán. Der künstlerische Einfluss der Mixteken erstreckte sich auch auf Cholula, wo er den regionalen Mixteca-Puebla-Stil formte.

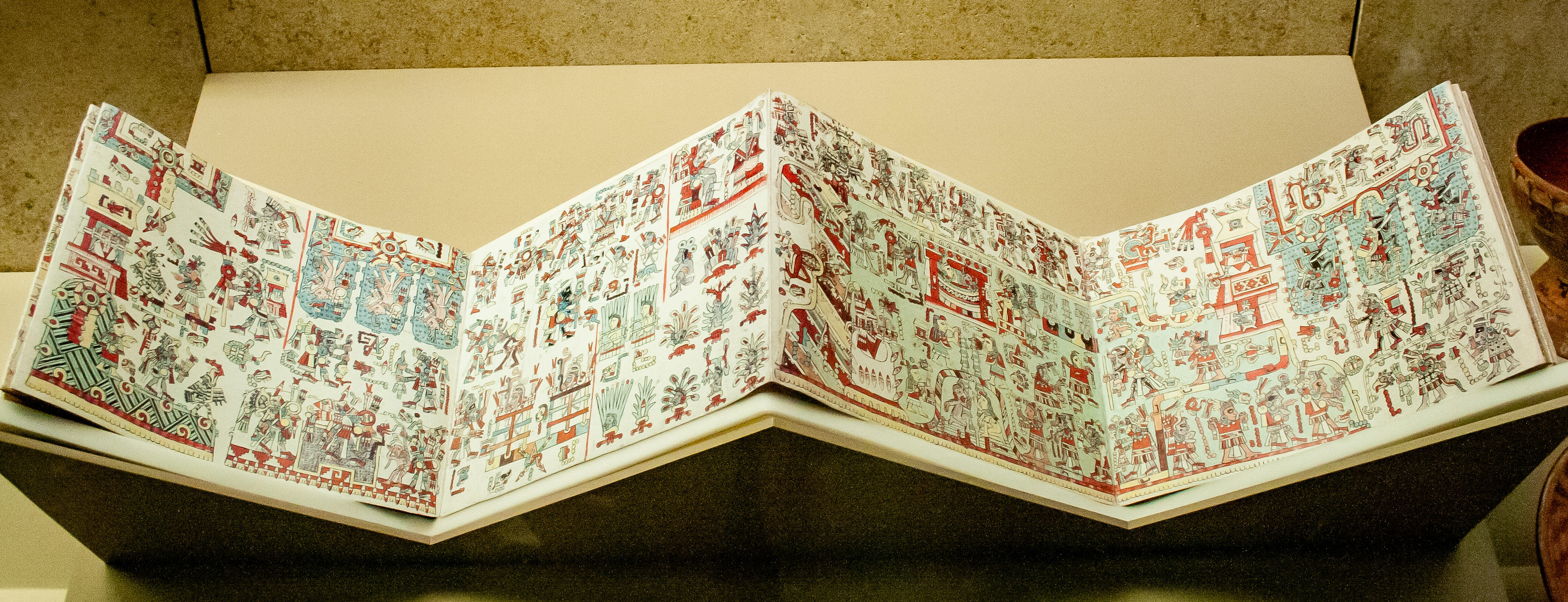
Codex Nuttal

Überdies sind die Mixteken für ihre Codices, Bilderhandschriften aufgezeichnet in einem Faltbuch (Leporello) aus Hirschleder, die in Form von Piktogrammen und Ideogrammen verfasst wurden, weltbekannt. In diesen Codices schrieben die Mixteken, den Aztekencodices ähnlich, ihre Geschichte und Mythen nieder, daneben auch Kalenderdaten sowie genealogische Abstammungslinien ihrer Herrscher und der Götter. Die berühmteste Geschichte der mixtekischen Codices ist die des Herrschers 8 Hirsch (Iya Nacuaa Teyusi Ñaña, Beiname: „Jaguarkralle“), niedergeschrieben im Codex Nuttall, dem es als ersten Herrscher gelang alle drei mixtekischen Städtebünde (Hochland, Tiefland und Küste) unter einer Hauptstadt (Tilantongo) zu vereinigen. Das Leben und die Taten von 8 Hirsch werden auch in anderen Codices erwähnt, wie dem Codex Colombino (Mexiko), Codex Becker I und Vindobonensis (Wien) sowie Codex Bodley und Selden (Oxford). Die Mehrzahl der heute erhaltenen mexikanischen Bilderhandschriften sind mixtekischen Ursprungs.

## Gruppen der Mixteca
Die Mixteca oder Mixteken und ihr Heimatgebiet werden oft geographisch sowie kulturell in drei Regionen bzw. Städtebünde unterteilt:
- Mixteca Alta (Hochland-Mixteken) leben im Hochland sowie westlich und in den Bergen des Oaxaca Tals im nordöstlichen Guerrero und westlichen Oaxaca
- Mixteca Baja (Tiefland-Mixteken) leben nördlich und westlich dieser Berge im nordwestlichen Oaxaca und südwestlichen Puebla
- Mixteca de la Costa (Küsten-Mixteken) leben in den südlichen Ebenen und entlang der Küste des Pazifischen Ozeans im östlichen Guerrero und westlichen Oaxaca.

Für den größten Zeitraum der mixtekischen Geschichte vor der spanischen Eroberung war das Hochland der Mixteca Alta die dominierende und vorherrschende politische Kraft; dort lag auch ihre Hauptstadt Tilantongo. Das Tal von Oaxaca selbst war oft eine umkämpfte Grenzregion, manchmal von den Mixteca dominiert, dann wiederum von ihren Nachbarn im Osten, den Zapoteken (diese nannten sich tatsächlich Peni zaa – „Wolkenvolk“, die Bezeichnung wurde aber von den Azteken auch auf die benachbarten Mixteca übertragen).

## Literarisches
In der Romanreihe Waldröschen von Karl May trägt der Band 2 den Titel Der Schatz der Mixteken.